# San Pietro (Trapani)

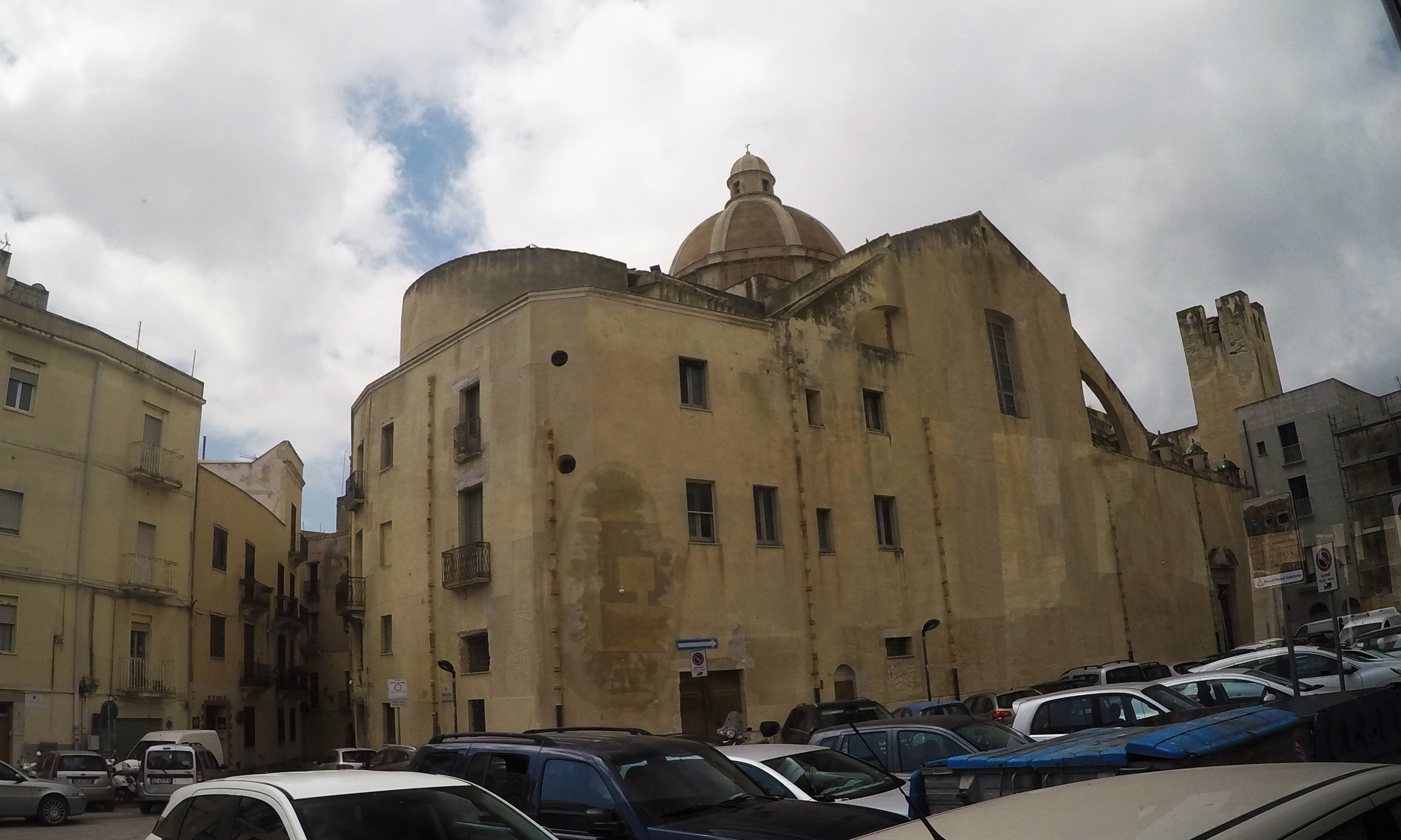
Basilika San Pietro

Die Basilika San Pietro ist eine römisch-katholische Kirche im ältesten Stadtviertel San Pietro von Trapani in Sizilien, Italien. Die Pfarrkirche des Bistums Trapani ist dem Apostel Petrus gewidmet und trägt den Titel einer Basilica minor. Die seit der normannischen Zeit belegte Kirche wurde wiederholt umgestaltet und ausgebaut.

## Geschichte
Die Kirche wurde zu einem unbekannten Zeitpunkt an der Stelle eines Saturn oder Neptun geweihten Tempels erbaut. Zur normannischen Zeit ist ein erster Umbau und eine anschließende Vergrößerung für das Jahr 1076 durch Graf Roger I. von Sizilien belegt, der der Kirche die Erzpriesterwürde als bedeutende Stiftskirche verlieh. Um 1695 wurde sie durch eine Holzkapelle des Architekten Giovanni Biagio Amico erweitert. Die Kirche wurde am 29. Oktober 1726 von Giuseppe Barlotta Ferro, Abt von Santa Maria de Parco di Altofonte und der Titularbischof von Telepte, geweiht. Nach der Erhebung zur Stiftskirche 1736 wurden um 1753 die Chorempore, die Kapelle des Allerheiligsten Sakraments und das Baptisterium ergänzt. In der Fassade wurden zwei seitliche Portale geschaffen. Um das Jahr 1775 vollzog Architekt Luciano Gambina eine umfassenden Umgestaltung, 1783 wurden die Holzdecken durch gemauerte Gewölbe ersetzt, die heute mit Fresken gestaltet sind.

## Architektur
Die Kirche hat eine nach Westen ausgerichtete Fassade mit einem flankierenden Glockenturm auf der linken Seite und Apsiden auf der Ostseite, die von außen durch ein Pfarrhaus verdeckt werden. Die Hauptfassade besitzt drei Portale, eine vierte Tür öffnet sich nach Süden mit einem kleinen Portal, das von einem Tympanon mit durchbrochenem Bogen gekrönt wird, und die fünfte geht nach Norden. Das zentrale Portal, das von ionischen Säulen mit korinthischen Kapitellen eingefasst ist, trägt einen Architrav, der von einem gebrochenen Tympanon mit Ädikula und einer dazwischenliegenden Nische überragt wird; in letzterer steht eine Statue der Madonna mit Kind. Unter dem Sockel befindet sich das Wappen mit der Tiara und den Petrusschlüsseln.

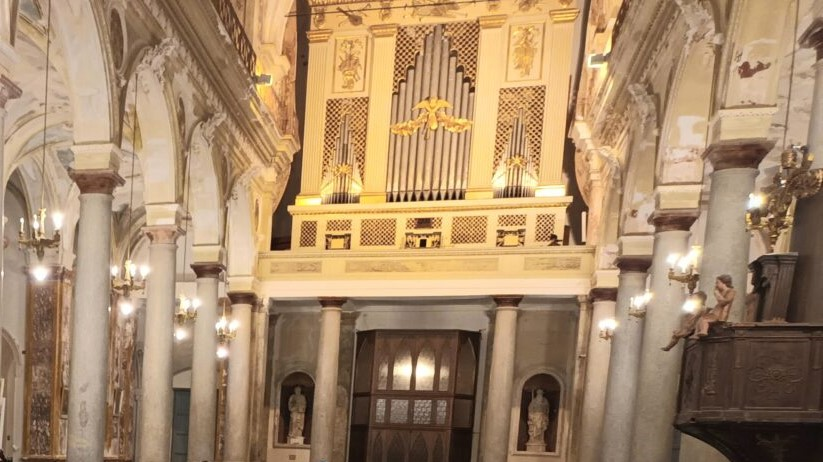
Die Orgel der Basilika

Vor der fünfschiffigen Basilika öffnet sich eine Vorhalle auf Pfeilern, die typisch für byzantinische Basiliken ist. Das Hauptschiff wird durch beidseitig sechs Säulen zu den Seitenschiffen abgetrennt, von denen sich die ersten beiden an die Pfeiler der Vierung lehnen, während sie über Pendentifs die Vierungskuppel mit Tuffsteinrippen auf einem achteckigen Tambour tragen, Haupt- und Querschiff sind mit Tonnengewölben mit Lünetten überspannt.

## Ausstattung
In den fünf Kirchenschiffen sind die Gemälde zur Verklärung und der Heiligen Petrus und Paulus, Werke von Andrea Carrera, hervorzuheben. Die Gemälde der hl. Katharina, des Schutzengels und des Bischofs St. Donatus stammen von Rosario Matera. Zu den wertvollen Skulpturen zählen das Kruzifix von Giuseppe Milanti, die Pietà von Francesco Nolfo und die Statue des hl. Petrus auf der Kathedra von Mario Ciotta. Weiter beachtenswert sind die Marmorstatuen des hl. Petrus und des hl. Paulus sowie der Madonna von Cardillo aus der gaginischen Schule. Die Statue der Madonna von Trapani steht unter einem Baldachin, gestützt von acht Säulen, die in einem Halbkreis angeordnet sind, und ist im gleichen Stil wie die in der Basilika Maria Santissima Annunziata. Der erhöhte Chor verfügt über einen monumentalen Altar und einen Chorgestühl mit 26 Plätzen.
Die Chorempore lehnt sich an die Gegenfassade an und wird von einem Säulenpaar gestützt. Der Raum wird vollständig von der Orgel eingenommen, die zwischen 1836 und 1847 von Francesco La Grassa aus Palermo gebaut wurde. Sie besteht aus drei Orgeln und sieben Manualen mit etwa 4000 Pfeifen und nicht traditioneller Tonhöhe.